# Alfonso Carrillo de Albornoz (bispo)
Alfonso Carrillo de Albornoz (também Alonso Carrillo de Albornoz) (falecido a 14 de junho de 1514) foi um prelado católico romano que serviu como Bispo de Ávila de 1496 a 1498 e Bispo de Catania de 1486 a 1496.